# Kallkatodrör

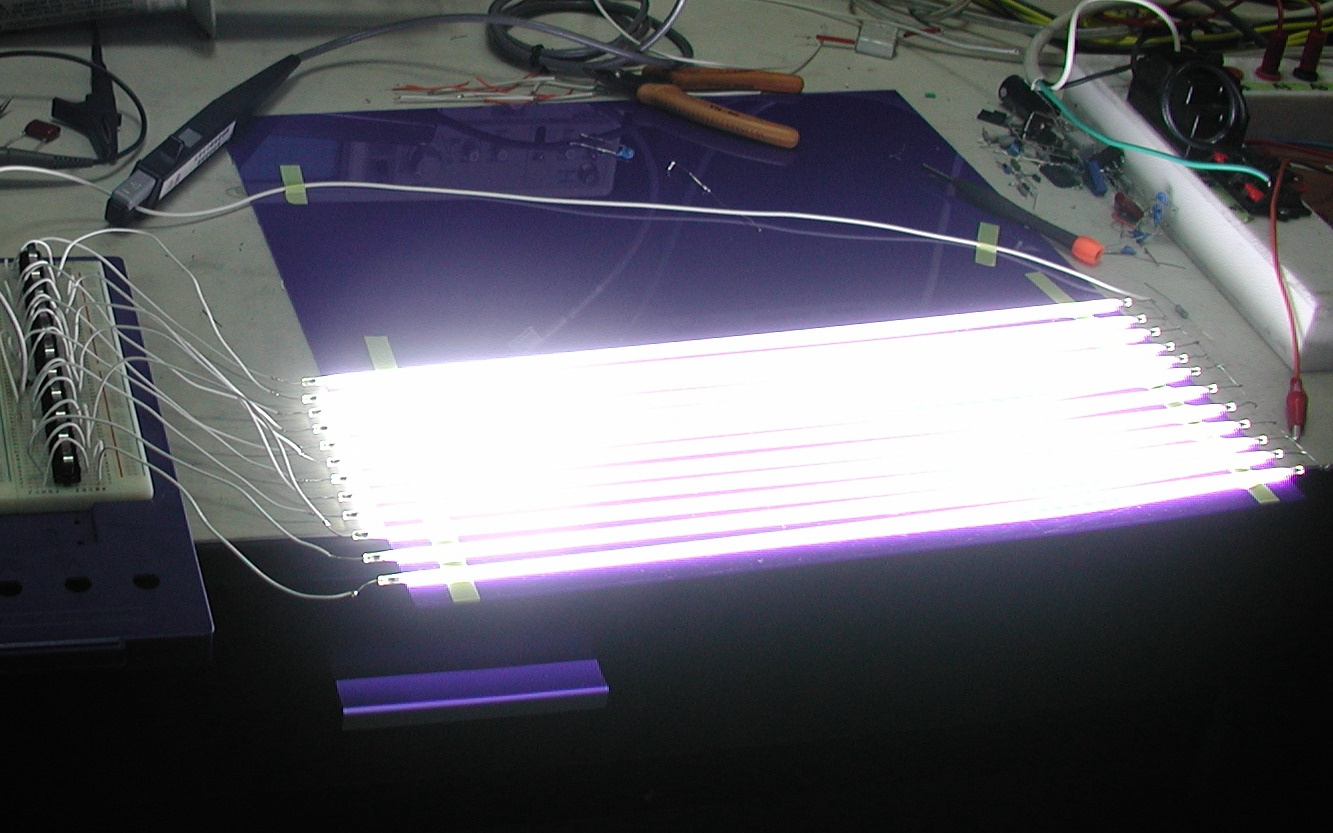
Kallkatodrör

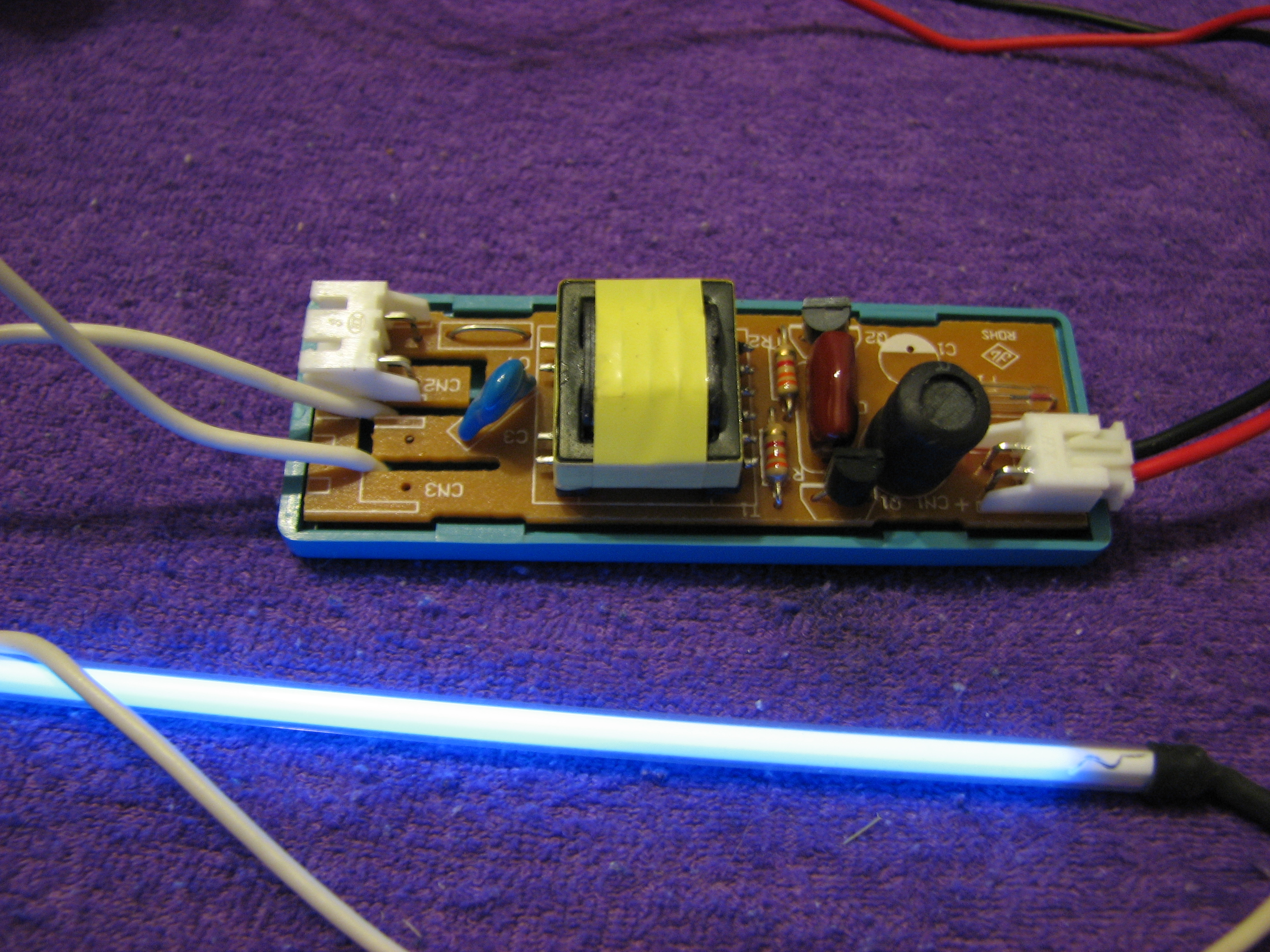
En växelriktare för kallkatodrör

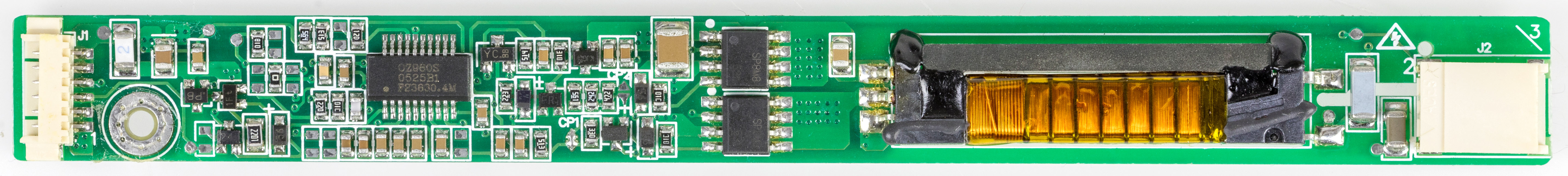
Krets främst avsedd för växelriktning av energi till kallkatodrör för bärbara datorer

Kallkatodrör (även CCFL, en förkortning av Cold Cathode Fluorescent Lamp) är en teknik som alstrar ljus med hjälp av en kallkatod och ett glasrör. Tekniken innefattar neonljus och lysrör vars insidor belagts med ett skikt av fluorescerande material. Till skillnad från katodstrålerör – som används i traditionella TV-apparater med vakuumrör av glas – använder kallkatoder inte en värmekälla för att underlätta frigörandet av elektroner. Kallkatodrör används bland annat som ljuskälla i bildskärmar i bärbara datorer, men ett flertal tillverkare förväntas inom den närmaste framtiden byta ut dessa mot driftsäkrare och mer strömsnåla LED-lampor.